# Józef Ołpiński
Józef Antoni Michał Ołpiński (ur. 9 sierpnia 1892 w Rzeszowie, zm. 1 sierpnia 1980 w Kapsztadzie) – polski urzędnik samorządowy, prezydent Żyrardowa i wiceprezydent Warszawy, starosta sochaczewski i będziński. Po 1945 na emigracji.

## Życiorys
Syn Jana i Marii z Zajączkowskich. W 1912 zdał egzamin dojrzałości w C. K. Gimnazjum w Brzeżanach (w jego klasie był m.in. Zbigniew Osostowicz). Ukończył studia na Wydziale Prawno-Administracyjnym Uniwersytetu Jagiellońskiego. Działał w tajnych organizacjach niepodległościowych. W czasie I wojny światowej walczył w Legionach Polskich Józefa Piłsudskiego. Został internowany na Węgrzech. W latach 1918–1919 uczestniczył w rozbrajaniu wojsk okupacyjnych w Krakowie oraz pracował jako setnik straży obywatelskiej. W 1919 podjął pracę w Ministerstwie Poczt i Telegrafów, następnie w Urzędzie Wojewódzkim w Warszawie. Sprawował m.in. funkcję kierownika starostwa w Kutnie, komisarza rządowego oraz prezydenta Żyrardowa, następnie zaś starosty sochaczewskiego i będzińskiego. Z jego inicjatywy zawiązał się w Żelazowej Woli Komitet Chopinowski, który miał na celu wykupienie i zagospodarowanie domu urodzenia Fryderyka Chopina. Po odejściu z funkcji starosty został powołany na stanowisko wicekomisarza (wiceprezydenta) Warszawy. W 1939 objął funkcję dyrektora Biura Prezydialnego Prezesa Rady Ministrów. Przed wyborami parlamentarnymi do Sejmu RP w 1935 został mianowany komisarzem wyborczym w okręgu wyborczym nr 5. 
Sprawował liczne funkcje społeczne, m.in. szefa oddziałów stołecznych Federacji Polskich Związków Obrońców Ojczyzny, Związku Strzeleckiego i Samoobrony Społecznej. Był członkiem zarządu Związku Legionistów, Osiedli i Ogródków Jordanowskich, a także wiceprezesem Warszawskiego Towarzystwa Muzycznego.
W czasie II wojny światowej służył w Wojsku Polskim na Środkowym Wschodzie. Pracował w redakcji pisma „Parada” wydawanego w Egipcie. Po zakończeniu wojny przebywał w Związku i Republice Południowej Afryki. Zmarł 1 sierpnia 1980 w Kapsztadzie, tam został pochowany.
Żonaty z Jadwigą Trzcińską, mieli córkę Krystynę (zamężną Berger).

## Ordery i odznaczenia
- Krzyż Komandorski Orderu Odrodzenia Polski (3 maja 1973)[9]
- Krzyż Oficerski Orderu Odrodzenia Polski[10]
- Złoty Krzyż Zasługi (trzykrotnie[10]: po raz pierwszy 10 listopada 1933[11], po raz drugi 22 kwietnia 1938[12], po raz trzeci 28 czerwca 1939[13])
- Medal Dziesięciolecia Odzyskanej Niepodległości[10]
- Order Zasługi Cywilnej (Hiszpania)[10]
- Order Zbawiciela III klasy (Grecja)[10]
- Order Krzyża Orła III klasy (Estonia, 1934)[10][14]
- Filister honorowy „Vavelii”[15]